# 天线

半波偶極天線發射無線電波時，的電場線動畫。

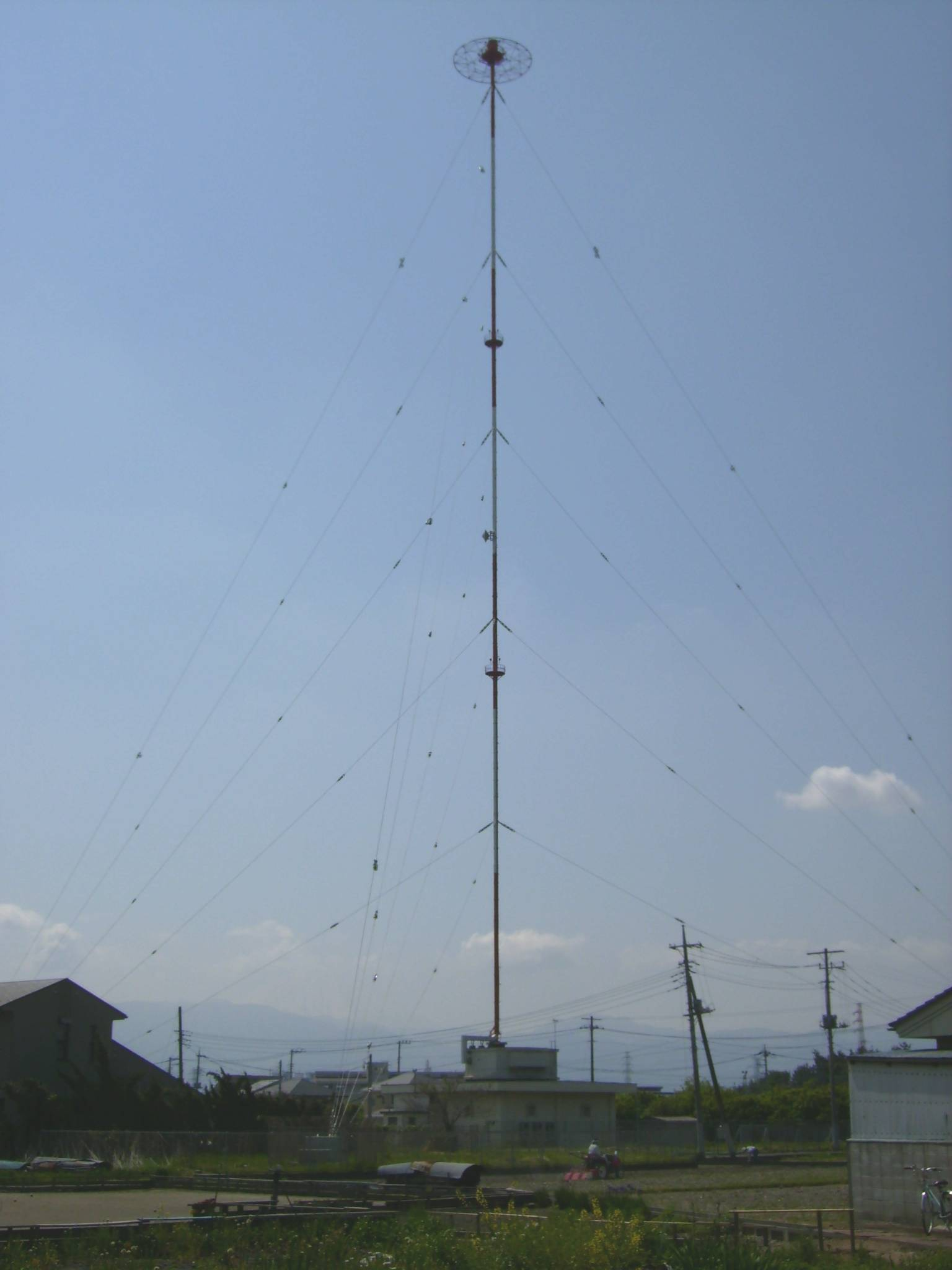
接地型垂直天线（日本放送協会甲府放送局的中波送信所）

天線是一种用来发射或接收无线电波的設備。在工程學中，天線是在空間中導體內的電子運動及傳播的無線電波之間的媒介。在傳輸中，發送器會在天線上施加電流，施加的時变电压或時变电流而产生辐射的电磁场，使得電流的能量轉變成無線電波。在接收時，天線會由於電场的感应，而在天线内部产生时变电流，并在其终端产生时变电压，產生電訊號經過處理之後，可以在接收器中觀察或收聽。天线被廣泛應用於广播、点对点无线电通訊、雷达和太空探索等通訊系统。天線是無線電通訊系統中的必需組件。
从物理学上，天线是一个或多个导体的组合，典型的材料是半導體或是金屬。天線通常連接到無線電發送器或收信機，以全向或者定向的方式來發射或接收無線電波，作為引導無線電波方向的組件。天線的長度也會決定特性，當天線的長度遠小於無線電波中的半波長下，很難有較強的效率和指向性。天线的運作場景不定，可以在空气和外层空间中工作，也可以在水下运行，甚至在某些频率下工作于土壤和岩石之中。

## 概述
基于特定三维（通常指水平或垂直）平面，可以把天线分为两大基本类型：
1. 全向天线（在平面中均匀辐射）
2. 定向天线（又稱指向天線，在某方向辐射较多）

在自由空间内，任何天线都向各个方向辐射能量，但是特定的架构会使天线在某个方向上获得较大方向性，而其它方向的能量辐射则可以忽略。
通过增加附加导体棒或线圈（称之为单元）并改变其长度、间距和方位（或者改变天线波束方向），可以制造出拥有既定特性的天线，如八木天线。“天线阵列”或“天线阵”是指相当数量的有源天线共用源或负载来产生定向的天线辐射方向图。天线的空间关系通常也会影响其方向性。“有源单元”是指此天线单元的能量输出由该单元内部的能量源所决定（而不是仅由通过电路的信号能量）或者该单元能量输出的能量源由信号输入所控制。“天线引入线”是在信号源和有源天线之间传输信号能量的传导装置（如传输线或馈线）。它由有源天线延伸出来直达源。“天线馈电”则是指有源天线和放大器之间的元件。

## 互能性
具有互能性的天線的電學特性在不論是發射或者接收狀態下，包捨發射功率、輻射方向圖、阻抗、頻寬、增益、谐振频率及偏振是相同的。 例如，八木天線在發射及接受無線電波時，它的指向性是相同的。因此，為了方便溝通，描述天線的特性時通常不會提及發射或接收狀態。
具互能性的天線是線性的，並由有雙向性（bilateral）的物料製成。雙向性指一個方向的電流或磁場的擾動與對相反方向的場或電流的擾動相同。多數製成天線的材料也具有互能性。一部份的微波天線屬於例外，它們由非典型的材料製成，例如絕緣體和環形器。它们因包含諸如鐵氧體的單向性的材料，不具有互能性。

## 天線諧振
諧振是電子在電容率變化的表面上，產生反射的現象，天線依賴諧振以處理訊號。在天線上，反射表面是由導體的末端產生的，通常是金屬線或金屬棒的末端。在最簡單的情況下，它的一端有饋電點，連接到接收機和收發機。導體與所需信號的電場對齊，令它垂直於從天線到源（或廣播天線情況下的接收器）的線。

## 天线参数
影响天线性能的临界参数有很多，通常在天线设计过程中可以进行调整，如谐振频率、阻抗、增益、孔径或辐射方向图、极化、效率和带宽等。另外，发射天线还有最大额定功率，而接收天线则有噪声抑制参数。

### 谐振频率
“谐振频率”和“电谐振”与天线的电长度相关。电长度通常是电线物理长度除以自由空间中波传输速度与电线中速度之比值。天线的电长度通常由波长来表示。天线一般在某一频率调谐，并在此谐振频率为中心的一段频带上有效。但其它天线参数（尤其是辐射方向图和阻抗）随频率而变，所以天线的谐振频率可能仅与这些更重要参数的中心频率相近。
天线可以在与目标波长成分数关系的长度所对应的频率下谐振。一些天线设计有多个谐振频率，另一些则在很宽的频带上相对有效。最常见的宽带天线是对数周期天线，但它的增益相对于窄带天线则要小很多。

### 增益
天线设计中，“增益”指天线最强辐射方向的天线辐射方向图强度与参考天线的强度之比取对数。如果参考天线是全向天线，增益的单位为dBi。比如，偶极子天线的增益为2.14dBi。偶极子天线也常用作参考天线（这是由于球对称的完美全向参考天线无法制造，根本原因是电磁波在真空中是无色散的横波，分别对应光子静质量为0和自旋为1的性质），这种情况下天线的增益以dBd为单位。
天线增益是无源现象，天线并不增加功率，而是仅仅重新分配而使在某方向上比全向天线辐射更多的能量。如果天线在一些方向上增益为正，由于天线的能量守恒，它在其他方向上的增益则为负。因此，天线所能达到的增益要在天线的覆盖范围和它的增益之间达到平衡。比如，航天器上碟形天线的增益很大，但覆盖范围却很窄，所以它必须精确地指向地球；而广播发射天线由于需要向各个方向辐射，它的增益就很小。
碟形天线的增益与孔径（反射区）、天线反射面表面精度，以及发射/接收的频率成正比。通常来讲，孔径越大增益越大，频率越高增益也越大，但在较高频率下表面精度的误差会导致增益的极大降低。
“孔径”和“辐射方向图”与增益紧密相关。孔径是指在最高增益方向上的“波束”截面形状，是二维的（有时孔径表示为近似于该截面的圆的半径或该波束圆锥所呈的角）。辐射方向图则是表示增益的三维图，但通常只考虑辐射方向图的水平和垂直二维截面。高增益天线辐射方向图常伴有“副瓣”。副瓣是指增益中除主瓣（增益最高“波束”）外的波束。副瓣在如雷达等系统需要判定信号方向的时候，会影响天线品質，由于功率分配副瓣还会使主瓣增益降低。

### 带宽
天线的带宽是指它有效工作的频率范围，通常以其谐振频率为中心。天线带宽可以通过以下多种技术增大，如使用较粗的金属线，使用金属“网笼”来近似更粗的金属线，尖端变细的天线元件（如號角形饋電器中），以及多天线集成的单一部件，使用特性阻抗来选择正确的天线。小型天线通常使用方便，但在带宽、尺寸和效率上有着不可避免的限制。

### 阻抗
“阻抗”类似于光学中的折射率。电波穿行于天线系统不同部分（电台、馈线、天线、自由空间）是会遇到阻抗差异。在每个接口处，取决于阻抗匹配，电波的部分能量会反射回源，在馈线上形成一定的驻波。此时电波最大能量与最小能量比值可以测出，称之为驻波比（SWR）。驻波比为1:1是理想情况。1.5:1的驻波比在能耗较为关键的低能应用上被视为临界值。而高达6:1的驻波比也可出现在相应的设备中。极小化各处接口的阻抗差（阻抗匹配）将减小驻波比并极大化天线系统各部分之间的能量传输。
天线的複阻抗涉及该天线工作时的电长度。通过调节馈线的阻抗，即将馈线当作阻抗变换器，天线的阻抗可以和馈线和电台相匹配。更为常见的是使用天线调谐器、換衡器、阻抗变换器、包含电容和电感的匹配网络，或者如伽马匹配的匹配段。

### 辐射方向图

虛擬八木天線水平橫截面的極座標圖，線段連接具有相等電場功率的點。

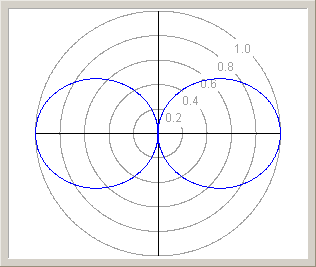
半波双极子天线辐射方向图（线性）

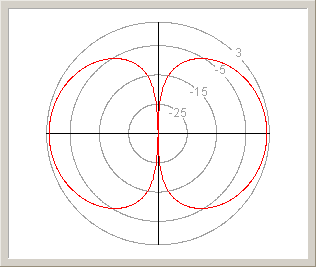
半波双极子天线（同上）增益（dBi）

辐射方向图是天线发射或接受相对场强度的图形描述。由于天线向三维空间辐射，需要数个图形来描述。如果天线辐射相对某轴对称（如双极子天线、螺旋天线和某些抛物面天线），则只需一张方向图。
不同的天线供应商與使用者对于方向图有着不同的标准和制图格式。

## 参阅
- 八木天線（魚骨天線）
- 分類:無線電頻率傳播
- 电磁学
- WiFi
- 卫星电视
- 业余无线电
- 射电望远镜
- 射频连接器
- DX通信
- 史密斯圖
- 電波塔
- 智慧天線
- 地面中繼式無線電
- 短波寬帶天線